# NGC 5192
NGC 5192 (другие обозначения — ZWG 17.1, PGC 47503) — спиральная галактика (Sa) в созвездии Дева.
Этот объект входит в число перечисленных в оригинальной редакции «Нового общего каталога».